# 岩城秀隆
岩城 秀隆（いわき ひでたか）は、江戸時代前期から中期にかけての大名。出羽国亀田藩の第4代藩主。

## 略歴
延宝元年（1673年）、3代藩主・岩城重隆の長男・景隆の長男として生まれる。景隆は本来、家督を継ぐ身であったが、重隆と対立して廃嫡された上に幽閉され、元禄9年（1696年）に死去した。
天和3年（1683年）5月6日、江戸幕府5代将軍・徳川綱吉に御目見する。宝永元年（1704年）2月10日、祖父・重隆の隠居により家督を継いで4代藩主となる。宝永6年（1709年）4月15日、従五位下・伊予守に叙任された。正徳5年（1715年）8月28日、駿府加番に任じられる。
享保3年（1718年）10月25日、亀田で死去した。享年46。2人の男子は早世していたため、末期養子として隆韶を迎えた。
当初、秀隆は岩城家17代当主・常隆の子孫（岩谷堂伊達家）の伊達村隆を養子に望んだ。しかし村隆の本家の、仙台藩伊達家との交渉はまとまらず、秋田藩の佐竹家と養子縁組の交渉に及んだ。これもまとまらず、再度伊達家との交渉に臨んだ。その結果、仙台藩主・伊達吉村の弟・村興の子の隆韶を仮養子に指定することに成功し、死去に伴い末期養子に認められた。

## 系譜
父母
- 岩城景隆（実父）
- 小笠原長次の娘（実母）
- 岩城重隆（養父）

正室、継室
- 松平忠充の娘（正室）
- 齢松院白峯寒月（継室） - 内藤忠政の娘

子女
- 岩城千次郎[3]
- 岩城栄次郎[3]
- 娘

養子
- 岩城隆韶 - 伊達村興の子